# Tout pour le trash
Albums de Ludwig von 88
Ce jour heureux est plein d'allégresse
(1990) 17 plombs pour péter les tubes
(1994)
Tout pour le trash est le quatrième album studio du groupe de punk rock français Ludwig von 88, paru en novembre 1992.

## Liste des pistes
1. TPT
2. In the ghettos
3. Come on boys
4. What's left
5. Twist à Koweit City
6. Prime time
7. Dix mille soleils
8. Communiste
9. Club Med
10. Pourquoi
11. Derm de iench
12. Ô Tchang
13. Topolino
14. Goal di Pele
15. Bagdad sous les bombes
16. Casanis
17. A tribute to Charlie Oleg
18. Je suis une légende
19. Music is so nice
20. Oh Lord
21. Freud
22. Cannabis
23. TPF